# NGC 2981
NGC 2981 é uma galáxia espiral barrada (SBbc) localizada na direcção da constelação de Leo. Possui uma declinação de +31° 05' 53" e uma ascensão recta de 9 horas, 44 minutos e 56,6 segundos.